# Laredo (série télévisée)
Pour les articles homonymes, voir Laredo.
Laredo est une série télévisée américaine en 56 épisodes de 52 minutes, en couleurs, créée par Calvin Clements et diffusée entre le 16 septembre 1965 et le 7 avril 1967 sur le réseau NBC.
En France, la série a été diffusée à partir du 4 mars 1987 sur M6.

## Synopsis
Cette série met en scène trois Texas Rangers qui, juste après la guerre de Sécession, tentent de faire régner l'ordre à Laredo, dans une région située entre la Rivière Rouge et le Rio Grande et livrée aux brigands de toutes sortes.

## Distribution
- Neville Brand (VF : Marc de Georgi) : Reese Bennett
- Peter Brown (en) (VF : Hervé Bellon) : Chad Cooper
- William Smith (VF : Jean-Claude Montalban) : Joe Riley
- Philip Carey : Capitaine Edward Parmalee
- Robert Wolders : Erik Hunter (saison 2)

## Épisodes

### Première saison (1965-1966)
1. Lazyfoot, Where Are You?
2. I See by Your Outfit
3. Yahoo
4. Rendez-vous at Arillo
5. Three's Company
6. Anybody Here Seen Billy?
7. A Question of Discipline
8. L'Or coule à flots (The Golden Trail)
9. Une Idée Géniale  (A Matter of Policy)
10. Le Chemin de Laredo ? {Lang|en|Which Way Did They Go?}}
11. La poisse (Jinx)
12. The Land Grabbers
13. Pride of the Rangers
14. The Heroes of San Gill
15. A Medal for Reese
16. The Calico Kid
17. Above the Law
18. That's Noway, Thataway
19. Limit of the Law Larkin
20. Meanwhile Back at the Reservation
21. The Treasure of San Diablo
22. No Bugles, One Drum
23. Miracle at Massacre Mission
24. It's the End of the Road, Stanley
25. A Very Small Assignment
26. Quarter Past Eleven
27. The Deadliest Kid in the West
28. Sound of Terror
29. The Would-Be Gentleman of Laredo
30. A Taste of Money

### Deuxième saison (1966-1967)
1. The Legend of Midas Mantee
2. The Dance of the Laughing Death
3. A Double Shot of Nepenthe
4. Coup de Grace
5. The Land Slickers
6. Finnegan
7. Any Way the Wind Blows
8. The Sweet Gang
9. One Too Many Voices
10. Road to San Remo
11. The Last of the Caesars: Absolutely
12. A Prince of a Ranger
13. Oh Careless Love
14. Leave It to Dixie
15. The Seventh Day
16. Scourge of San Rosa
17. The Short, Happy Fatherhood of Reese Bennett
18. The Bitter Yen of General Ti
19. The Other Cheek
20. Enemies and Brothers
21. Hey Diddle Diddle
22. The Small Chance Ghost
23. A Question of Guilt
24. Like One of the Family
25. Walk Softly
26. Split the Difference

## Commentaires
Cette série est une série dérivée du Virginien dont un des épisodes a servi de pilote à Laredo.